# Белорецкий район
Белоре́цкий райо́н (баш. Белорет районы) — административно-территориальная единица (район) и муниципальное образование (муниципальный район) в её границах под наименованием муниципальный район Белорецкий район (баш. Белорет районы муниципаль районы) в составе Республики Башкортостан Российской Федерации.
Административный центр: город Белорецк

## География
Находится в наиболее возвышенной части Башкирского (Южного) Урала, на севере граничит с Челябинской областью. По площади (11 501 км²) является самым крупным районом Башкортостана.
На восточной окраине района расположен хребет Уралтау. К западу от него, за межгорным понижением вдоль долины реки Белой, протянулись более высокие хребты Аваляк с горным массивом Большой Иремель (1582 м), Бакты с массивом Ямантау (1640 м), Машак, Нары, Баштау, Юрматау, Зильмердак. 31,4 % площади района находится выше 700 м над уровнем моря. Из-за приподнятости местности годовое количество осадков доходит местами до 700 мм, среднегодовая температура понижается до +0,5 °C, сумма тепла за период с температурами выше +10 °C колеблется от 900 °C в зоне высоких хребтов до 1500-1800 °C на склонах и в межгорных долинах. Безморозный период сокращается до 60-70 дней.
Белорецкий район — самая богатая лесами территория республики. Они занимают 82 % всей площади, запасы древесины составляют 139,6 млн м³. Центральная, наиболее высокая часть района, покрыта преимущественно хвойными лесами на подзолистых и оподзоленных скелетных почвах. С запада к ней примыкает расположенный ниже пояс широколиственных лесов, а с востока сосново-березово-лиственничные леса на серых лесных почвах.
На территории района находятся основные запасы железных руд республики (Комарово-Зигазинское, Инзерское, Тирлянское, Белорецкое месторождения). Выявлены залежи россыпного золота, магнезита, флюорита, хромитов. Другие ископаемые представлены месторождениями песчаника, кварцита, доломита, известняка (Пугачёвское, Александровское), имеются залежи цементного мергеля, огнеупорных глин (Ахмеровское, Безымянное), формовочных песков, охры, кровельных сланцев. Известны Ассинские минеральные источники хлоридно-натриево-кальциевого типа. На территории района берут начало реки Белая, Юрюзань, Инзер, Нугуш, Зилим. Ресурсы речного стока, приходящиеся на 1 га площади, достигают 3800 м³ в год.
На территории Белорецкого района находится 12 особо охраняемых памятников природы:
- горы Большой Ямантау и Большой Иремель,
- Кызыляровская пещера,
- водопад Атыш,
- минеральные источники Ассы,
- урочища Кухтур и Арский камень,
- гора Арвякрязь,
- культура сибирского кедра (сосны сибирской),
- 600-летние лиственницы на горе Большой Шатак,
- популяция лука косого на хребте Северный Крака,
- гнездо орлана-белохвоста в Авзянском лесничестве.

Разнообразен животный и растительный мир. Наряду с обычными видами, распространёнными повсеместно, встречаются редкие птицы: лебедь-кликун, серая цапля, серый журавль, беркут, кречет, сапсан, филин, полярная сова и другие; зафиксированы случаи прилёта фламинго и орлана-белохвоста.
В Белорецке отмечено обитание бабочки павлиний глаз малый ночной, редкого и малочисленного в республике вида.
На территории района, на площади 50 тысяч гектар, располагаются природный парк «Иремель», Южно-Уральский заповедник. Природный парк «Иремель» — место обитания летяги, речной выдры, марала, аиста чёрного, европейского хариуса, махаона.
На территории района располагаются:
- самая высокая вершина Южного Урала гора Ямантау (1640 метров),
- вторая по высоте вершина Южного Урала гора Большой Иремель (1582 м),
- третья по высоте вершина Южного Урала гора Большой Шелом (1427 м),
- гора Курташ (ороним от башкирского тетерев-камень),
- гора Малиновая,
- хребет Урал-Тау,
- гора Уфа,
- хребет Аваляк[7],
- хребет Зильмердак[8],
- хребет Крака.

## История
До 1920-х годов территория современного Белорецкого района относилась к Верхнеуральскому уезду Оренбургской губернии, после Октябрьской революции, в 1917 году территория вошла в состав Катайской волости Уфимской губернии, а затем в состав Тамьян-Катайского кантона Башкирской АССР.
Белорецкий район был образован постановлением Президиума Всероссийского ЦИК «Об административном делении Автономной Башкирской Советской Социалистической Республики» от 20 августа 1930 года, когда было ликвидировано разделение Башкирской АССР на кантоны и образовано 48 районов. В 1954 году должен был войти в состав так и необразованной Магнитогорской области.
Башкиры и заводские крестьяне сел Кага, Верхний Авзян — активные участники пугачёвского восстания.

## Население
| 1979     | 1989     | 2002     | 2008     | 2009     | 2010     | 2011     | 2012     | 2013     |
| -------- | -------- | -------- | -------- | -------- | -------- | -------- | -------- | -------- |
| 124 798  | ↘34 818  | ↗114 334 | ↘110 874 | ↘110 080 | ↘107 248 | ↘107 110 | ↘106 408 | ↘105 524 |
| 2014     | 2015     | 2016     | 2017     | 2021     |          |          |          |          |
| ↘104 401 | ↘103 708 | ↘103 022 | ↘102 143 | ↘99 074  |          |          |          |          |

Согласно прогнозу Минэкономразвития России, численность населения будет составлять:
- 2024 — 100,69 тыс. чел.;
- 2035 — 95,44 тыс. чел.

### Урбанизация
В городских условиях (город Белорецк) проживают 63,33 % населения района.
Средняя плотность сельского населения 2 человека на км², что является наименьшим показателем в республике.

### Национальный состав
Согласно Всероссийской переписи населения 2010 года: русские — 59,1 %, башкиры — 30,4 %, татары — 6,8 %, лица других национальностей — 1,7 %.
По итогам переписи населения 2020 года проживали следующие национальности (национальности менее 0,1 % и другое см. в сноске к строке «Другие»):
| Национальность | Численность, чел. | Доля     |
| -------------- | ----------------- | -------- |
| Русские        | 58 325            | 58,87 %  |
| Башкиры        | 33 674            | 33,99 %  |
| Татары         | 4750              | 4,79 %   |
| Таджики        | 382               | 0,39 %   |
| Узбеки         | 220               | 0,22 %   |
| Украинцы       | 219               | 0,22 %   |
| Чеченцы        | 211               | 0,21 %   |
| Марийцы        | 192               | 0,19 %   |
| Армяне         | 132               | 0,13 %   |
| Другие         | 969               | 0,99 %   |
| Итого          | 99 074            | 100,00 % |

### Языковой состав
Согласно Всероссийской переписи населения 2010 года родными языками населения являлись:
русский — 64,4 %, башкирский — 28,5 %, татарский — 4,6 %.
Согласно Всероссийской переписи населения 2020 года родными языками населения являлись:
русский — 62,4 %, башкирский — 32,5 %, татарский — 3,5 % .

## Административно-территориальное деление
В Белорецкий район как административно-территориальную единицу республики входит 1 город районного значения и 19 сельсоветов.
В одноимённый муниципальный район в рамках местного самоуправления входит 20 муниципальных образований, в том числе 1 городское поселение и 19 сельских поселений.
ЗАТО город Межгорье со всех сторон окружено территорией Белорецкого района, но не входит в его состав.
| №        | Муниципальное образование | Административный центр | Количество населённых пунктов | Население (чел.) | Площадь (км²) |
| -------- | ------------------------- | ---------------------- | ----------------------------- | ---------------- | ------------- |
| 1e-06    | Городское поселение:      |                        |                               |                  |               |
| 1        | город Белорецк            | город Белорецк         | 1                             | ↘65 801          | 43,19         |
| 1.000002 | Сельское поселение        |                        |                               |                  |               |
| 2        | Абзаковский сельсовет     | село Абзаково          | 6                             | ↘2037            | 270,97        |
| 3        | Азикеевский сельсовет     | село Азикеево          | 6                             | ↘1975            | 276,89        |
| 4        | Ассинский сельсовет       | село Ассы              | 5                             | ↘1735            | 859,94        |
| 5        | Верхнеавзянский сельсовет | село Верхний Авзян     | 2                             | ↘1963            | 839,37        |
| 6        | Железнодорожный сельсовет | село Железнодорожный   | 1                             | ↘2955            | 83,05         |
| 7        | Зигазинский сельсовет     | село Зигаза            | 6                             | ↘741             | 716,51        |
| 8        | Зуяковский сельсовет      | село Зуяково           | 2                             | ↘1311            | 248,34        |
| 9        | Инзерский сельсовет       | село Инзер             | 21                            | ↘5971            | 3469,08       |
| 10       | Ишлинский сельсовет       | село Ишля              | 9                             | ↘894             | 349,07        |
| 11       | Кагинский сельсовет       | село Кага              | 3                             | ↘809             | 496,37        |
| 12       | Ломовский сельсовет       | село Ломовка           | 1                             | ↘2581            | 53,73         |
| 13       | Николаевский сельсовет    | село Николаевка        | 5                             | ↘758             | 1258,65       |
| 14       | Нурский сельсовет         | село Отнурок           | 4                             | →342             | 488,64        |
| 15       | Серменевский сельсовет    | село Серменево         | 6                             | ↘2377            | 353,12        |
| 16       | Сосновский сельсовет      | село Сосновка          | 4                             | ↘1230            | 152,96        |
| 17       | Тирлянский сельсовет      | село Тирлянский        | 1                             | ↘4062            | 216,44        |
| 18       | Туканский сельсовет       | село Тукан             | 8                             | ↘1191            | 298,09        |
| 19       | Узянский сельсовет        | село Узян              | 4                             | ↘1412            | 540,46        |
| 20       | Шигаевский сельсовет      | село Шигаево           | 5                             | ↘1998            | 330,90        |

## Населённые пункты
| №   | Населённый пункт    | Тип     | Население | Муниципальное образование |
| --- | ------------------- | ------- | --------- | ------------------------- |
| 1   | Абзаково            | село    | ↘1331     | Абзаковский сельсовет     |
| 2   | Азикеево            | село    | ↘399      | Азикеевский сельсовет     |
| 3   | Азнагулово          | деревня | ↘290      | Серменевский сельсовет    |
| 4   | Азналкино           | село    | ↘415      | Азикеевский сельсовет     |
| 5   | Аисово              | деревня | ↘22       | Инзерский сельсовет       |
| 6   | Айгир               | деревня | ↘12       | Инзерский сельсовет       |
| 7   | Александровка       | деревня | ↘11       | Инзерский сельсовет       |
| 8   | Арский Камень       | село    | ↘95       | Сосновский сельсовет      |
| 9   | Арышпарово          | село    | ↘59       | Инзерский сельсовет       |
| 10  | Ассы                | село    | ↘818      | Ассинский сельсовет       |
| 11  | Ахмерово            | деревня | ↗24       | Туканский сельсовет       |
| 12  | Бакеево             | село    | ↘73       | Зигазинский сельсовет     |
| 13  | Баскан              | деревня | →0        | Ишлинский сельсовет       |
| 14  | Белорецк            | город   | ↘62 742   | город Белорецк            |
| 15  | Бельский            | деревня | ↘56       | Кагинский сельсовет       |
| 16  | Бердагулово         | деревня | ↘240      | Инзерский сельсовет       |
| 17  | Бзяк                | деревня | ↘48       | Туканский сельсовет       |
| 18  | Бриш                | село    | ↘263      | Ассинский сельсовет       |
| 19  | Бриштамак           | село    | ↘283      | Ассинский сельсовет       |
| 20  | Буганак             | село    | ↘773      | Азикеевский сельсовет     |
| 21  | Бутаево             | деревня | ↘100      | Зигазинский сельсовет     |
| 22  | Верхнеаршинский     | село    | ↘119      | Николаевский сельсовет    |
| 23  | Верхнебельский      | село    | ↘322      | Николаевский сельсовет    |
| 24  | Верхний Авзян       | село    | ↘2024     | Верхнеавзянский сельсовет |
| 25  | Верхняя Манява      | деревня | ↘0        | Инзерский сельсовет       |
| 26  | Габдюково           | село    | ↗558      | Зуяковский сельсовет      |
| 27  | Дачная              | деревня | ↗34       | Серменевский сельсовет    |
| 28  | Дубинино            | село    | ↘45       | Инзерский сельсовет       |
| 29  | Елань               | деревня | ↘5        | Ишлинский сельсовет       |
| 30  | Ермотаево           | деревня | ↗5        | Туканский сельсовет       |
| 31  | Железнодорожный     | село    | ↘2955     | Железнодорожный сельсовет |
| 32  | Западная Майгашля   | деревня | ↘1        | Туканский сельсовет       |
| 33  | Зигаза              | село    | ↘638      | Зигазинский сельсовет     |
| 34  | Зуяково             | село    | ↘849      | Зуяковский сельсовет      |
| 35  | Идель               | деревня | #Н/Д      | Серменевский сельсовет    |
| 36  | Инзер               | село    | ↘4107     | Инзерский сельсовет       |
| 37  | Искушта             | село    | ↘195      | Ассинский сельсовет       |
| 38  | Исмакаево           | село    | ↘273      | Верхнеавзянский сельсовет |
| 39  | Ишля                | село    | ↘436      | Ишлинский сельсовет       |
| 40  | Кага                | село    | ↘787      | Кагинский сельсовет       |
| 41  | Кагарманово         | деревня | ↘432      | Узянский сельсовет        |
| 42  | Кадыш               | деревня | ↘80       | Азикеевский сельсовет     |
| 43  | Карагайлы           | деревня | ↘4        | Абзаковский сельсовет     |
| 44  | Карагай-Юрт         | деревня | ↘66       | Ишлинский сельсовет       |
| 45  | Карталинская Запань | село    | ↘17       | Ишлинский сельсовет       |
| 46  | Карталы             | деревня | ↘34       | Ишлинский сельсовет       |
| 47  | Касмакты            | деревня | ↘14       | Абзаковский сельсовет     |
| 48  | Катайка             | деревня | ↘23       | Нурский сельсовет         |
| 49  | Катарыш             | деревня | ↘14       | Узянский сельсовет        |
| 50  | Комарово            | деревня | ↘10       | Туканский сельсовет       |
| 51  | Корпуста            | деревня | ↘11       | Инзерский сельсовет       |
| 52  | Кудашманово         | деревня | ↘16       | Ишлинский сельсовет       |
| 53  | Кузгун-Ахмерово     | деревня | ↘275      | Азикеевский сельсовет     |
| 54  | Кулмас              | село    | ↘18       | Инзерский сельсовет       |
| 55  | Кумбино             | село    | ↘49       | Инзерский сельсовет       |
| 56  | Лапышта             | село    | ↘0        | Инзерский сельсовет       |
| 57  | Ломовка             | село    | ↘2581     | Ломовский сельсовет       |
| 58  | Майгашля            | деревня | ↘15       | Туканский сельсовет       |
| 59  | Манышта             | село    | ↘372      | Инзерский сельсовет       |
| 60  | Махмутово           | деревня | ↘264      | Николаевский сельсовет    |
| 61  | Мулдакаево          | село    | ↘192      | Ассинский сельсовет       |
| 62  | Мухаметово          | деревня | ↘213      | Абзаковский сельсовет     |
| 63  | Нижний Авзян        | село    | ↘143      | Кагинский сельсовет       |
| 64  | Нижняя Манява       | хутор   | ↘6        | Инзерский сельсовет       |
| 65  | Нижняя Тюльма       | деревня | ↘65       | Инзерский сельсовет       |
| 66  | Нижняя Ятва         | село    | ↘64       | Сосновский сельсовет      |
| 67  | Николаевка          | село    | ↘113      | Николаевский сельсовет    |
| 68  | Новоабзаково        | село    | ↘295      | Абзаковский сельсовет     |
| 69  | Новобельское        | деревня | ↘136      | Шигаевский сельсовет      |
| 70  | Новохасаново        | село    | ↘177      | Инзерский сельсовет       |
| 71  | Нукатово            | село    | ↘148      | Инзерский сельсовет       |
| 72  | Отнурок             | деревня | ↗5        | Нурский сельсовет         |
| 73  | Отнурок             | село    | ↘239      | Нурский сельсовет         |
| 74  | Реветь              | деревня | ↘61       | Инзерский сельсовет       |
| 75  | Роща                | деревня | ↘27       | Узянский сельсовет        |
| 76  | Рысакаево           | село    | ↘379      | Сосновский сельсовет      |
| 77  | Сарышка             | деревня | ↗1        | Зигазинский сельсовет     |
| 78  | Сатра               | деревня | ↘19       | Серменевский сельсовет    |
| 79  | Сафаргулово         | деревня | ↘99       | Инзерский сельсовет       |
| 80  | Серменево           | село    | ↘2018     | Серменевский сельсовет    |
| 81  | Сосновка            | село    | ↘723      | Сосновский сельсовет      |
| 82  | Суир-Аисово         | деревня | →0        | Инзерский сельсовет       |
| 83  | Тара                | село    | ↘59       | Туканский сельсовет       |
| 84  | Тирлянский          | село    | ↗4094     | Тирлянский сельсовет      |
| 85  | Тихий Ключ          | деревня | ↘20       | Ишлинский сельсовет       |
| 86  | Тукан               | село    | ↘1331     | Туканский сельсовет       |
| 87  | Узян                | село    | ↘1140     | Узянский сельсовет        |
| 88  | Узянбаш             | село    | ↘636      | Шигаевский сельсовет      |
| 89  | Улуелга             | село    | ↘453      | Ишлинский сельсовет       |
| 90  | Уметбаево           | деревня | ↘32       | Зигазинский сельсовет     |
| 91  | Уралтау             | село    | ↘78       | Абзаковский сельсовет     |
| 92  | Усмангали           | село    | ↘404      | Инзерский сельсовет       |
| 93  | Уткалево            | село    | ↘396      | Шигаевский сельсовет      |
| 94  | Хайбуллино          | деревня | ↘27       | Зигазинский сельсовет     |
| 95  | Хусаиново           | деревня | ↘238      | Шигаевский сельсовет      |
| 96  | Черновка            | деревня | ↗126      | Азикеевский сельсовет     |
| 97  | Чёрный Ключ         | село    | ↘29       | Николаевский сельсовет    |
| 98  | Шигаево             | село    | ↘571      | Шигаевский сельсовет      |
| 99  | Шушпа               | деревня | ↘43       | Нурский сельсовет         |
| 100 | Яндек               | деревня | ↘23       | Серменевский сельсовет    |

### Упразднённые населённые пункты
| - Журавлиное болото, - Журавлиное болото, - Карагаево, - Кукашка, | - Кутуйка, - Кызыл-Ярово, - Отнурок, - Ремашта, - Худайбердино. |

## Экономика
Площадь сельскохозяйственных угодий 106,4 тыс. га (9,2 % от общей земельной площади, самый низкий в Башкирии показатель), из них пашни 25,3 тыс. га, сенокосов 55,7 тыс. га, пастбищ 25,4 тыс. га. Несмотря на то, что Белорецкий металлургический комбинат уже долгое время является градообразующим предприятием, сам город в данное время переквалифицируется из металлургического в туристический центр. Здесь работает горнолыжная база «Мраткино», открываются гостиницы.

## Транспорт
Территорию района пересекают железная дорога Магнитогорск — Белорецк — Карламан, региональные автомобильные дороги с асфальтовым покрытием 80К-031 Уфа — Инзер — Белорецк, 80К-026 Стерлитамак — Белорецк — Магнитогорск, 80К-003 Белорецк — Учалы — Миасс, газопровод Магнитогорск — Ишимбай с ответвлением Кага — Белорецк.

## Социальная сфера
В районе имеется 53 общеобразовательные школы, в том числе 26 средних, 48 массовых библиотек, 52 клубных учреждения, 7 больниц, турбазы «Арский камень», «Агидель», «Парус», «Тенгри», горнолыжные центры «Абзаково», «Мраткино», санаторий «Ассы».

## Средства массовой информации
Телеканалы: «БСТ» и МБУ «БТК «Белорецк ТВ-6» (телеканалы «ТНТ-Белорецк» и «360-Белорецк»), радиостанции «Авторадио», «Европа плюс», «Дача», «Спутник FM», «Русское радио», «Юлдаш». Издаётся газета на башкирском языке «Урал» Архивная копия от 2 сентября 2020 на Wayback Machine, газеты на русском языке: «Металлург» и «Белорецкий рабочий», бесплатная газета «Метро», «Белорецкие новости» Архивная копия от 24 июля 2020 на Wayback Machine.

## Достопримечательности
- Горнолыжный курорт «Абзаково» Архивная копия от 23 июля 2020 на Wayback Machine Курорт, расположенный в прекрасном месте, где можно насладиться настоящей красотой башкирской природы. Не раз отдыхал Президент РФ Владимир Путин.
- Природный парк «Иремель». Иремель Архивная копия от 5 августа 2020 на Wayback Machine назван по горе на Южном Урале, в пределах Белорецкого района. Памятник природы. Двухвершинный массив: Большой (1582 м) и Малый (1449 м) Иремель. Самая высокая вершина носит название Кабан.
- Гора Малиновая (Малиновка, Малиновый хребет, Малиновые горы) в 10 км к юго-западу от Белорецка. Имеет три скалистые вершины (1-я, 2-я, 3-я Малиновка). Название дано за обилие ягод малины. В переводе с башкирского языка Еләкташ – ягодный камень.
- Инзерские зубчатки — горный хребет, протянувшийся на несколько километров в междуречье Большого Инзера и Тирлянки, в 15 км на северо -запад от села Тирлянского.

- Свято-Никольский храм. Архивная копия от 26 ноября 2020 на Wayback Machine

- Церковь Казанской иконы Божией Матери (Верхний Авзян). Архивная копия от 31 мая 2020 на Wayback Machine

- Водонапорная башня в Белорецке.
- Заповедная пещера.
- Атыш (водопад).

- Скульптура «Лось».

- Храм Введения во храм Пресвятой Богородицы (Верхний авзян). Архивная копия от 24 июля 2020 на Wayback Machine